# In the Shadows (bài hát)
"In the Shadows" là một ca khúc của nhóm nhạc alternative rock Phần Lan The Rasmus được phát hành vào 3 tháng 3 năm 2003.

## Video âm nhạc

### Bản Phần Lan
The Rasmus phóng xe trên những con phố vào ban đêm, và ban nhạc đang tiến hành một vụ cướp. Ban nhạc biểu diễn trên một điểm dỗ trực thăng. Video được đạo diễn bởi Finn Andersson tại Helsinki, Phần Lan

### Bản Châu Âu
Ban nhạc biểu diễn tại sân khấu trung tâm nơi họ đang đứng. Có cảnh rất nhiều con quạ màu đen bay tới tấp xung quanh họ. Video được đạo diễn bởi Niklas Fronda và Fredrik Loefberg tại Stockholm, Thụy Điển

### Bản US&UK
Ban nhạc biểu diễn trên sân khấu với rất nhiều người hâm mộ đang đứng quanh. Video được Philipp Stölzl đạo diễn ở Bucharest, România.

## Danh sách ca khúc
| Scandinavian maxi-single | Scandinavian maxi-single               | Scandinavian maxi-single |
| STT                      | Nhan đề                                | Thời lượng               |
| ------------------------ | -------------------------------------- | ------------------------ |
| 1.                       | "In the Shadows"                       | 4:18                     |
| 2.                       | "In the Shadows" (revamped)            | 3:03                     |
| 3.                       | "First Day of My Life" (acoustic demo) | 3:11                     |

| European CD single | European CD single          | European CD single |
| STT                | Nhan đề                     | Thời lượng         |
| ------------------ | --------------------------- | ------------------ |
| 1.                 | "In the Shadows"            | 4:18               |
| 2.                 | "In the Shadows" (revamped) | 3:03               |

| UK limited-edition 7-inch picture disc | UK limited-edition 7-inch picture disc | UK limited-edition 7-inch picture disc |
| STT                                    | Nhan đề                                | Thời lượng                             |
| -------------------------------------- | -------------------------------------- | -------------------------------------- |
| 1.                                     | "In the Shadows"                       |                                        |
| 2.                                     | "If You Ever"                          |                                        |

| UK enhanced CD single | UK enhanced CD single    | UK enhanced CD single |
| STT                   | Nhan đề                  | Thời lượng            |
| --------------------- | ------------------------ | --------------------- |
| 1.                    | "In the Shadows"         |                       |
| 2.                    | "Everything You Say"     |                       |
| 3.                    | "Days"                   |                       |
| 4.                    | "In the Shadows" (video) |                       |

| US enhanced CD | US enhanced CD           | US enhanced CD |
| STT            | Nhan đề                  | Thời lượng     |
| -------------- | ------------------------ | -------------- |
| 1.             | "In the Shadows"         | 4:18           |
| 2.             | "Guilty"                 | 3:42           |
| 3.             | "In the Shadows" (video) | 3:54           |

## Bảng xếp hạng
| Bảng xếp hạng (2003–2004)               | Vị trí cao nhất |
| --------------------------------------- | --------------- |
| Úc (ARIA)                               | 23              |
| Áo (Ö3 Austria Top 40)                  | 2               |
| Bỉ (Ultratop 50 Flanders)               | 6               |
| Bỉ (Ultratop 50 Wallonia)               | 4               |
| Canada CHR/Pop Top 30 (Radio & Records) | 19              |
| CIS (Tophit)                            | 47              |
| CIS (Tophit) Remix                      | 3               |
| Cộng hòa Séc (IFPI)                     | 22              |
| Đan Mạch (Tracklisten)                  | 6               |
| Châu Âu (Eurochart Hot 100)             | 6               |
| Phần Lan (Suomen virallinen lista)      | 1               |
| Pháp (SNEP)                             | 6               |
| Đức (GfK)                               | 1               |
| Hungary (Rádiós Top 40)                 | 1               |
| Hungary (Dance Top 40)                  | 4               |
| Ireland (IRMA)                          | 7               |
| Ý (FIMI)                                | 2               |
| Hà Lan (Dutch Top 40)                   | 5               |
| Hà Lan (Single Top 100)                 | 6               |
| New Zealand (Recorded Music NZ)         | 1               |
| Romania (Romanian Top 100)              | 70              |
| Scotland (OCC)                          | 3               |
| Thụy Điển (Sverigetopplistan)           | 2               |
| Thụy Sĩ (Schweizer Hitparade)           | 2               |
| Anh Quốc (OCC)                          | 3               |
| Anh Quốc Rock and Metal (OCC)           | 1               |

| Bảng xếp hạng (2003)          | Vị trí |
| ----------------------------- | ------ |
| Áo (Ö3 Austria Top 40)        | 9      |
| Bỉ (Ultratop 50 Flanders)     | 99     |
| CIS (Tophit)                  | 59     |
| CIS (Tophit) Remix            | 6      |
| Đức (Official German Charts)  | 10     |
| Ý (FIMI)                      | 27     |
| Hà Lan (Dutch Top 40)         | 16     |
| Hà Lan (Single Top 100)       | 43     |
| Thụy Điển (Sverigetopplistan) | 4      |
| Thụy Sĩ (Schweizer Hitparade) | 10     |

| Bảng xếp hạng (2004)            | Vị trí |
| ------------------------------- | ------ |
| Úc (ARIA)                       | 90     |
| Bỉ (Ultratop 50 Flanders)       | 75     |
| Bỉ (Ultratop 50 Wallonia)       | 24     |
| Pháp (SNEP)                     | 28     |
| Hungary (Rádiós Top 40)         | 26     |
| Ý (FIMI)                        | 17     |
| New Zealand (Recorded Music NZ) | 18     |
| Thụy Sĩ (Schweizer Hitparade)   | 71     |
| Anh (OCC)                       | 22     |

## Chứng nhận
| Quốc gia | Chứng nhận | Số đơn vị/doanh số chứng nhận |
| --- | ---------- | ----------------------------- |
| Phần Lan (Musiikkituottajat) | Vàng       | 5.955                         |
| Đức (BVMI) | Bạch kim   | 500.000‡                      |
| New Zealand (RMNZ) | Vàng       | 5.000*                        |
| Thụy Điển (GLF) | Vàng       | 15.000^                       |
| Thụy Sĩ (IFPI) | Vàng       | 20.000^                       |
| Anh Quốc (BPI) | Vàng       | 400.000‡                      |
| * Chứng nhận dựa theo doanh số tiêu thụ. ^ Chứng nhận dựa theo doanh số nhập hàng. ‡ Chứng nhận dựa theo doanh số tiêu thụ và phát trực tuyến. |            |                               |